# Без парашута (Доктор Хаус)
Без парашута (англ. Out of the Chute) — шістнадцята серія сьомого сезону американського серіалу «Доктор Хаус». Вперше була показана на каналі FOX 14 березня 2011 року.
Знову самотній і приймаючий вікодін, Хаус знаходить собі втіху в п'ятизірковому готелі, але починає хвилюватися, що навіть цікаві медичні випадки не можуть пробудити в ньому інтерес до життя. Тим часом він і його команда намагаються вилікувати наїзника, який бере участь у родео на бику — через несподіваний напад Лейн не зміг уникнути зіткнення з розлюченим биком. Діагностику ускладнюють численні металеві імплантати, команда змушена винаходити нові діагностичні прийоми, тоді як Мастерс прив'язується до нового пацієнта.

## Сюжет
Вершник на биках родео готується до їзди. Поїздка проходить добре для нього, оскільки він думає, що він пройде її. Звуковий сигнал показує вдалу поїздку, а після того, як його скинули з бика, він тріумфально підстрибує. Однак бик все ще вільний і уникнув клоунів родео, йому вдається повалити його на землю та затоптати. Клоунам вдається взяти бика під контроль. Вершник на биках при свідомості, але ошелешений, але клоуни дивуються, як він дозволив собі так поранитися.
Хаус каже Вілсону, що з ним все гаразд, але той визнає, що знову приймає вікодін. Однак Хаус спустошив свій банківський рахунок і заселився в дорогий готель. Хаус каже, що його біль посилився. Хаус бере велику купюру й вітає з обслуговуванням у номері. Хаус жартує про вбивство Вілсона, а коридорний каже, що того ранку скасує прибирання кімнати.
Хаус і Вілсон насолоджуються масажем і обговорюють, як далеко зайде коридорний. Хаус каже, що вже влаштував повію.
Вершника на биках знову зібрали, але він все ще хворий. У нього скрізь металеві пластини від десяти років серйозних травм, що виключає МРТ і робить рентген майже марним. Тауб вважає, що Хаус кинув їх на поруки, тому що Кадді сказала їм, що розлучилася з ним. Форман каже, що вони можуть працювати без Хауса, а Чейз звинуватив його у використанні будь-якої можливості, щоб захопити контроль над командою. Мастерс хоче знати, чому вони згадали вікодін разом із випивкою та повіями, а Форман повідомляє, що Хаус є наркоманом вікодіну (хоча він був чистим майже два роки), і він вживав вікодін на роботі. Форман повертається до справи та вказує на те, що кілька симптомів можна пояснити травмою, але деякі — ні. Мастерс вважає, що втрата слуху може бути лише симптомом проблеми із внутрішнім вухом, і пропонує перевірити рівновагу пацієнта. Форман погоджується і замовляє перевірку.
Вілсон сперечається з Кадді щодо розриву з Хаусом через прийом вікодіну. Вона каже, що думала про це і не змінила своєї думки. Вілсон нагадує, що Хаус думав, що вона помре, і що він заслуговує на ще один шанс. Кадді погоджується, що Хаусу потрібен ще один шанс, але справа не в цьому — Хаус ніколи не робить кроків, коли отримує шанс. Вілсон повідомляє, що Хаус повернувся до застосування вікодіну.
Перевірка балансу в порядку, і вони досягають будинку в готелі з жінкою. Хаус погоджується, що це, ймовірно, внутрішнє вухо, але він нагадує їм, що чемпіон світу з вершника на биках має чудовий баланс і потребує більш складного випробування. Коли він кладе трубку, він каже Кадді не шпигувати за ним. Ми бачимо її в кімнаті з командою.
Вони посилюють тест на баланс, і Мастерс виправляє англійську мову пацієнта. Вони дають пацієнту рівновагу із зав'язаними очима на одній нозі. Знову він виграє, і Мастерс робить йому комплімент за те, як добре він робить. Форман вважає, що проблема в мозку. Пацієнт скаржиться на те, що вода коричнева, і Форман розуміє, що це не вода, а кров, що тече з рота пацієнта.
Хаус лежить у ліжку з іншою жінкою, коли йому телефонує команда. Він розуміє, що команда бореться за те, хто головний. Хаус каже їм, що ніхто не відповідальний, поки вони мають телефонний зв'язок, і наказує зробити обстеження травного тракту та біопсію слинних залоз. Мастерс запитує Хауса, чи приймає він вікодін, і той заперечує це.
Мастерс стурбований тим, що Хаус використовує вікодин, але Тауб каже, що їм не варто хвилюватися, якщо він не замовить щось божевільне. Тауб запитує Мастерс, чому її приваблює пацієнт, але вона раптом помічає, що у пацієнта є ознаки жовтяниці.
Рентген показує утворення в печінці, але металевий стрижень закриває їм огляд. Хаус з іншою повією, яка грає в шарманку. Хаус наказує їм провести дослідницьку операцію.
Чейз робить операцію з Таубом і Мастерсом, але вони не можуть знайти масу, яку бачили на рентгенівських знімках. Вони йдуть в готельний номер Хауса, де він розважає іншу повію. Команда відхиляє пропозиції Хауса, поки він не придумає опухлий лімфатичний вузол, який підійде. Люмбальна пункція надто небезпечна, тому Чейз пропонує зробити шлуночкову пункцію мозку, і Хаус погоджується.
Пацієнт дивується, чому йому хочуть свердлити череп. Мастерс запитує, чи є у нього родина поблизу, а потім кладе руку на його подушку. Вони починають процедуру, і Мастерс зізнається Таубу, що її приваблює пацієнт, але не може зрозуміти, чому. Однак показники кисню пацієнта починають різко падати. Тауб безуспішно намагається провести інтубацію, і вони розуміють, що їм потрібно зробити трахеотомію. Процедура успішна, і пацієнт стабілізувався. Одна з медсестер відчуває запах, і Мастерс думає, що пацієнт втратив контроль над своїм кишечником, але вони нічого не бачать. Однак при найближчому розгляді запах виходить від ніг пацієнта.
Хаус грає Вільгельма Телла з іншою повією, але коридорний намагається втрутитися. Його команда дзвонить, і Хаус вказує, що запах ніг вказує на цукровий діабет, мікоз стопи або гангрену, але жодне з них не пояснює інших проблем. Нарешті вони вирішують, що причиною проблеми є грибкова інфекція, і вирішують зробити МРТ серця пацієнта, незважаючи на біль, який спричинить стрижень у його грудях. Хаус випускає стрілу в повію і, здається, влучає їй у живіт. Коридорний злякався, але стріла та кров фальшиві, а повія починає сміятися. З'являється Вілсон.
Тауб і Мастерс пояснюють ризик процедури та кажуть йому, що вони впорскують крижану воду в його живіт, щоб зменшити тепло, яке виділяє метал. Мастерс спотикається про її слова з пацієнтом, і вона зізнається Таубу, що вважає пацієнта привабливим, і оскільки у нього, ймовірно, будуть сильні діти, її префронтальна кора говорить їй займатися з ним сексом. Однак вона розуміє, що пацієнт ідіот.
Вілсон відводить Хауса до бару й запитує його, чому він поводиться так дурно. Він запитує Хауса, чи хоче той повернутися до нього. Хаус не хоче про це говорити, але Вілсон наполягає. Хаус просто йде.
Пацієнт страждає на МРТ, оскільки температура в грудній клітці постійно підвищується. Він починає горіти. Мастерс хоче вимкнути машину, але Тауб їй не дозволяє. Коли тест закінчується, Мастерс кидається до нього, щоб покласти на нього пакет з льодом. Тауб повідомляє, що на зображеннях немає відхилень.
Вілсон знову йде до Кадді та каже їй, що їй доведеться поговорити з Хаусом. Кадді каже, що любить Хауса і знає, що він любить її. Однак вона не думає, що зможе вирішити його проблему, тому що вона є його проблемою.
Команда зустрічає Хауса біля басейну, і він із новою повією. Він каже їм, що інфекція має бути в мозку. Вони не можуть зробити КТ через пластини в його черепі, тому Хаус пропонує їх видалити. Тауб каже, що це неможливо, у нього численні переломи. Хаус дивується, чи пацієнт повільно відповідає на запитання, і Мастерс каже, що він має рацію. Хаус вважає, що пацієнт страждає від чогось на кшталт часткового комплексного нападу, але Чейз каже, що ЕЕГ нормальна. Хаус пропонує інший тест.
Просять хворого заспівати. Кажуть, що якщо він не може нормально співати, то у нього мінімальне відключення свідомості, і їм доведеться розкрити йому череп. Хаус встановлює метроном. Хворий починає співати нормально, але між деякими рядками робить паузи. Однак він вважає, що співає добре. Мастерс каже Хаусу, який він геніальний, але Хаус лише знизує плечима.
Хаус і Вілсон повернулися в готель. Вілсон думає, що Хаус стурбований, бо ніщо його не хвилює. Він каже Хаусу, що почуття пройде. Виходить ще одна повія з телефоном Хауса. Форман каже Хаусу, що мозок пацієнта також був чистим. Хаус розуміє, що їм доведеться навантажувати серце пацієнта.
Хаус повертається до лікарні, і Форман каже йому, що подальші аналізи серця будуть безглуздими — усі аналізи в нормі. Хаус каже, що вони повинні навантажувати аорту, поки вона не лопне. Вони можуть відремонтувати його після того, як це станеться. Якщо він лопне через інфекцію, яку, як вони вважають, у нього є, він спливе кров'ю до смерті. Чейз вважає, що це надто небезпечно, але Хаус йде за згодою пацієнта.
Хаус каже пацієнту, що у нього може бути аневризма аорти, і вони повинні збільшити тиск, щоб розірвати її. Питань у пацієнта немає. Хаус хоче знати, чому пацієнта не хвилює те, що він ніколи більше не зможе їздити верхи на биках. Пацієнт зізнається, що любить кататися на биках, але він каже, що завжди може знайти щось інше, щоб полюбити. Кадді заходить поговорити з Хаусом.
Кадді каже Хаусу, що не може намагатися підірвати аорту пацієнта, тому що у нього немає підстав вважати, що тест врятує життя пацієнта. Вона стверджує, що Хаус просто намагається заповнити порожнечу, і розрив стосунків впливає на його судження. Хаус визнає, що його судження, ймовірно, скомпрометовано, але він каже, що він усе ще найкращий лікар у лікарні, незважаючи на це. Він каже їй заарештувати його або забратися з нього. Вона нічого не робить, і Хаус тріумфально йде геть.
Вони відкривають грудну клітку пацієнта і починають збільшувати тиск на серце. Мастерс зізнається, що вона верещала Кадді, бо думала, що його судження скомпрометовано. Хаус каже своїй команді прискорити темп. Вони починають процедуру, і аорта починає витікати. Мастерс визнає, що вона помилялася, коли сумнівалася в Хаузі. Однак процедура починає проходити погано, кров бризкає всюди. Чейзу вдається це зупинити, і стан пацієнта стабілізується. Процедура спрацювала.
Пацієнта доставляють у реанімацію, де Мастерс спостерігає за ним. Нарешті він прокидається. Мастерс попереджає його деякий час знизити пульс. Мастерс просить його про побачення, але коли пацієнт вагається, вона розуміє, що вчинила неадекватно, і просить вибачення.
Хаус повертається до готельного бару й бачить, як кілька молодих відвідувачів святкують перемогу спортивної команди. Бармен каже, що хотів би бути досить молодим, щоб поводитися так. Хаус допиває скотч. Він повертається до своєї кімнати і починає розтирати ногу. Він тягнеться до свого вікодіна і приймає трохи. Вілсон приходить до бару, шукаючи його. Хаус йде на свій балкон і піднімається на перила. Вілсон знаходиться біля бару і бачить Хауса на поручні, а інші люди також дивляться на нього. Хаус стрибає в басейн готелю, поки Вілсон дивиться. Хаус піднімається на поверхню, посміхаючись, коли глядачі стрибають разом з ним у басейн. Вілсон запитує Хауса, що він робить, але Хаус ігнорує його та бере пиво в одного з учасників вечірки. Вілсон відходить.

## Остаточний діагноз в серії
Остаточний діагноз — Бартонельоз, що викликав мікозну аневризму в стінці аорти.